# Lac Meech
Lac Meech är en sjö i Kanada.   Den ligger i regionen Outaouais och provinsen Québec, i den sydöstra delen av landet, 20 km nordväst om huvudstaden Ottawa. Lac Meech ligger 168 meter över havet. Arean är 2,5 kvadratkilometer. Den sträcker sig 3,4 kilometer i nord-sydlig riktning, och 3,9 kilometer i öst-västlig riktning.
Omgivningarna runt Lac Meech är en mosaik av jordbruksmark och naturlig växtlighet. Runt Lac Meech är det tätbefolkat, med 383 invånare per kvadratkilometer.